# 2015年危地马拉滑坡灾害
2015年危地马拉滑坡灾害發生於2015年10月1日，暴雨引发危地马拉聖卡塔琳娜皮努拉以东15公里的坎布雷村（El Cambray Dos）发生重大山体滑坡，造成全村至少280人死亡，数十人下落不明。山体滑坡将该村的大部分地区夷为平地。